# دوري السنغال الممتاز 2007
دوري السنغال الممتاز 2007 هو الموسم 42 من دوري السنغال الممتاز. كان عدد الأندية المشاركة فيه 18، وفاز فيه نادي اتحاد دوانس الرياضي.